# Свалбард
Свалбард (норв. Svalbard) или Шпицбершка острва (по највећем острву) архипелаг је у Арктичком океану, северно од Европе, на пола пута између Норвешке и северног пола. Састоји се од групе острва између 76° до 81° северне и 10° до 34° источне географске дужине односно ширине. Архипелаг је најсевернији део Краљевине Норвешке. Три острва су насељена: Шпицберген (Spitsbergen), Бјорноја (Bjørnøya) и Хопен.
Свалбардски споразум од 9. фебруара 1925. даје Норвешкој суверенитет над Свалбардом, али са неким изузецима, што га чини јединственим међународним споразумом у свету. По одредбама овог уговора, држављани земаља потписница имају право на равноправан приступ експлоатацији минерала и других природних ресурса. Једна од последица овог уговора је постојање руског насеља Баренцбург на Свалбарду.

## Слике
- Физичка мапа Свалбарда
- Планине Адвенттопен и Хиортхфјеллет поред фјорда Адвентфјорден, северно од Лонгјерабијена
- Знак упозорења на поларног медведа на североисточној граници Лонгјербјена